# Måns von Stedingk
Måns Christer von Stedingk, född den 6 februari 1868 i Madrid, död den 9 oktober 1955 i Djursholm, var en svensk greve och militär. Han var son till Eugène von Stedingk och Wilhelmina Gelhaar samt far till Eugène och Gösta von Stedingk.
von Stedingk blev underlöjtnant 1892, löjtnant 1894 och kapten vid Västmanlands trängkår 1905. Han erhöll avsked med pension 1918 och var verkställande direktör i Lantmännens ömsesidiga försäkringsbolag för elektriska anläggningar 1918–1929. von Stedingk blev greve vid äldre broderns död 1945. Han var stadsfullmäktig i Sala och vice ordförande i Sala stads byggnadsnämnd 1912–1918. von Stedingk var ledamot i Svenska sångarförbundets överstyrelse, biträdande färdledare för Antwerpenkören 1920 och för Orphei Drängars sångarfärd till Paris 1924 samt färdledare för sångarförbundets sångarfärder till Berlin, Prag, Wien, Lübeck och Köpenhamn 1926. von Stedingk var även skattmästare i Musikaliska konstföreningen och i Samfundet Sverige-Finland från 1930. Han blev riddare av Svärdsorden 1913 och av Vasaorden 1930. von Stedingk vilar på Norra begravningsplatsen utanför Stockholm.